# Chrysobothris serripes
Chrysobothris serripes es una especie de escarabajo del género Chrysobothris, familia Buprestidae. Fue descrita científicamente por Schaeffer en 1905.